# TOKYO SKA TREASURES 〜ベスト・オブ・東京スカパラダイスオーケストラ〜
『TOKYO SKA TREASURES ～ベスト・オブ・東京スカパラダイスオーケストラ～』（トーキョー・スカ・トレジャーズ ベスト・オブ・とうきょうスカパラダイスオーケストラ）は、日本のバンド・東京スカパラダイスオーケストラのベスト・アルバム。2020年3月18日にcutting edgeより発売された。

## 音楽性
東京スカパラダイスオーケストラのデビュー30周年を記念したベスト・アルバム。バンドがavexに移籍した1998年以降の楽曲が収録されており、選曲は茂木欣一が担当。直近にリリースされた作品も含め、2019年までに発表された楽曲は全曲リマスタリングされているほか、一部の楽曲は新たにリミックスが施されている。DISC 1とDISC 2にはゲストアーティストとのコラボレーション曲を含む「歌モノ」が、DISC 3にはインスト楽曲が収録されている。さらに新曲として、aikoをゲストボーカルに迎えた「Good Morning ～ブルー・デイジー feat. aiko」も収録。

## リリース・プロモーション
CD+Blu-ray盤、CD+DVD盤、CD ONLY盤、ファンクラブ限定盤の4形態で発売。CD+Blu-ray盤はCD3枚組+Blu-ray2枚組、CD+DVD盤はCD3枚組+DVD1枚、CD ONLY盤はCD3枚組で、CD+Blu-ray盤は初回限定でデジパック仕様となっている。ファンクラブ限定盤はCD4枚組+Blu-ray2枚組に加え写真集とレインポンチョが付属している。初回封入特典として、ライブハウスツアー『東京スカパラダイスオーケストラ TOUR 2020「TOKYO SKA Treasure Hunt」』（後述）の抽選先行受付と、購入先によって異なる先着特典も用意された（後述）。また、発売と同時にダウンロード配信・サブスクリプション配信も開始された。
『The Last』以来約5年ぶりとなるベスト・アルバム。
Blu-rayとDVD共に、2020年1月19日に開催されたホールツアー『30th Anniversary Hall Tour 2019-20「TOKYO SKA 30 ～ズレたままハジキ飛ばしていこう～」』厚木市文化会館公演のライブ映像が収録されている。監督は二宮ユーキが務めた。CD+Blu-ray盤とCD+DVD盤には、互いに30周年を迎えたバンドとスペースシャワーTVがタッグを組んで展開してきたコンテンツの中から、音楽番組『TOKYO SKA JAM "8"』よりGEN (04 Limited Sazabys)、MAH (SiM)、野外音楽フェスティバル『SWEET LOVE SHOWER 2019』よりOfficial髭男dism、Gotch (ASIAN KUNG-FU GENERATION)、TAKUMA (10-FEET)、宮本浩次、公開収録ライブ『SPACE SHOWER TV "LIVE with YOU" -TOKYO SKA JAM "8"- supported by uP!!!ライブパス』よりコムアイ（水曜日のカンパネラ）、渋谷龍太 (SUPER BEAVER)、高橋優、ヤマサキセイヤ（キュウソネコカミ）、チバユウスケとのコラボレーションの模様が収録されている。さらに、CD+Blu-ray盤にのみ『TOKYO SKA JAM "8"』より各ゲストのトークダイジェストが収録されている。また、CD+Blu-ray盤とファンクラブ限定盤には39曲のミュージック・ビデオと、ファンクラブ限定盤にのみ撮り下ろし映像が収められる。

### 店舗特典
| 対象店舗                 | 特典内容                                                             |
| ------------------------ | -------------------------------------------------------------------- |
| タワーレコード           | オリジナルコインケース ※5色ランダム                                  |
| TSUTAYA RECORDS          | オリジナルA5クリアファイル                                           |
| HMV                      | オリジナルステッカー                                                 |
| 新星堂・WonderGOO        | オリジナルポストカード                                               |
| セブンネットショッピング | オリジナル缶ケース                                                   |
| 楽天ブックス             | オリジナルチケットフォルダ                                           |
| Amazon.co.jp             | オリジナルデカジャケット TOKYO SKA TREASURESバージョン (240 × 240mm) |
| mu-moショップ            | オリジナル缶バッジ                                                   |
| FC PARADISE FC SHOP      | オリジナルA4クリアファイル（ファンクラブ限定盤）                     |
| FC PARADISE FC SHOP      | オリジナル缶バッジ（CD+Blu-ray盤、CD+DVD盤、CD ONLY盤）              |
| 上記以外の店舗           | 告知ポスター（A3サイズ）                                             |
| ツアー会場予約特典       | オリジナルボールペン                                                 |

## アートワーク
本作のアートディレクターは吉永裕介 (solla Inc.) が担当。ジャケットは漫画家の大友克洋によるもので、「永遠の少年たちに、トレジャーズを」というテーマで描き下ろされたイラストとなっている。

## ツアー
本作を引っ提げ、2020年6月5日から8月2日まで12会場19公演に渡るライブハウスツアー『東京スカパラダイスオーケストラ TOUR 2020「TOKYO SKA Treasure Hunt」』を開催予定であったが、新型コロナウイルス感染症 (COVID-19) の影響により全公演が中止となった。翌年、新たにライブハウスツアー『東京スカパラダイスオーケストラ TOUR 2021「TOKYO SKA Treasure Hunt」』として、9月7日から12月4日まで10会場20公演に渡り開催された。このうち、10月22日に行なわれたZepp DiverCity (TOKYO)公演の模様の一部が、47thシングル『君にサチアレ』のCD+DVD盤、およびCD+Blu-ray盤に収録されている。

## 収録曲 (CD)

### DISC 1
VOCAL MASTERPIECES 2001-2020
- 全作詞：谷中敦（#12除く） / 全編曲・プロデュース：東京スカパラダイスオーケストラ（#7除く）

1. Good Morning ～ブルー・デイジー feat. aiko [4:28]
  - 作曲：沖祐市

新曲。
テレビ朝日系情報番組『グッド!モーニング』テーマ曲[20]およびテレビ朝日系情報番組『ANNニュース』平日朝テーマ曲。
本アルバム発売に先立って、2020年3月4日より先行配信された[20]。
ミュージック・ビデオが制作された（後述）。
ベスト・アルバム『NO BORDER HITS 2025→2001 〜ベスト・オブ・東京スカパラダイスオーケストラ〜』にも収録された。
2. リボン feat. 桜井和寿 [2020 Remaster] [3:54]
  - 作曲：NARGO

45thシングル。
キリンビール「ビールはいつも」篇 CMソング[21]。
3. めくれたオレンジ feat. 田島貴男 [2020 Remaster] [5:16]
  - 作曲：川上つよし

20thシングル。
キリンビール「チューハイ氷結果汁」CMソング[22]。
4. 銀河と迷路 [2020 Remaster] [4:12]
  - 作曲：NARGO

23rdシングル。
フジテレビ系木曜劇場『美女か野獣』主題歌[23]。
5. 道なき道、反骨の。 feat. Ken Yokoyama [2020 Remix & Remaster] [4:28]
  - 作曲：川上つよし

39thシングル。
東映/日活配給映画『日本で一番悪い奴ら』主題歌[24]。
6. 流星とバラード feat. 奥田民生 [2020 Remaster] [4:37]
  - 作曲：川上つよし

32ndシングル。
トヨタ自動車「ヴァンガード」CMソング。
テレビ東京系音楽番組『JAPAN COUNTDOWN』2010年2月度オープニングテーマ。
7. 流れゆく世界の中で feat. MONGOL800 [2020 Remaster] [5:12]
  - 作曲：沖祐市 / 編曲：東京スカパラダイスオーケストラ・MONGOL800・亀田誠治 / プロデュース：亀田誠治・東京スカパラダイスオーケストラ

35thシングル。
8. 白と黒のモントゥーノ feat. 斎藤宏介 [2020 Remaster] [3:33]
  - 作曲：沖祐市

41stシングル。
テレビ東京系ドラマ『新宿セブン』オープニングテーマ[25]。
9. 嘘をつく唇 feat. 片平里菜 [2020 Remaster] [4:23]
  - 作曲：GAMO

38thシングル。
10. Pride Of Lions feat. 伊藤ふみお [2020 Remaster] [5:07]
  - 作曲：沖祐市

13thアルバム『Perfect Future』収録曲。
11. 縦書きの雨 feat. 中納良恵 [2020 Remaster] [5:33]
  - 作曲：川上つよし

16thアルバム『Walkin'』収録曲。
12. 爆音ラヴソング feat. 尾崎世界観 [2020 Remaster] [3:52]
  - 作詞：谷中敦・尾崎世界観 / 作曲：沖祐市

37thシングル。
13. ちえのわ feat. 峯田和伸 [2020 Remaster] [4:16]
  - 作曲：川上つよし

42ndシングル。
14. All Good Ska is One feat. Angelo Moore [2020 Remaster] [4:00]
  - 作曲：川上つよし

3rdミニアルバム『Sunny Side of the Street』収録曲。
コカ・コーラ社「アクエリアス」CMソング[26]。
15. Glorious [2020 Remaster] [2:49]
  - 作曲：NARGO

21stアルバム『GLORIOUS』収録曲。
NTTぷらら「ひかりTV」CMソング[27]。

### DISC 2
VOCAL MASTERPIECES 2001-2020
- 全作詞：谷中敦（#8, #14除く） / 全編曲・プロデュース：東京スカパラダイスオーケストラ（#8, #14除く）

1. 明日以外すべて燃やせ feat. 宮本浩次 [2020 Remaster] [4:21]
  - 作曲：沖祐市

44thシングル。
2. 星降る夜に feat. 甲本ヒロト [2020 Remaster] [4:13]
  - 作曲：NARGO

30thシングル。
3. カナリヤ鳴く空 feat. チバユウスケ [2020 Remaster] [3:57]
  - 作曲：NARGO

21stシングル。
松竹/アスミック・エース配給映画『人間失格 太宰治と3人の女たち』主題歌[28]。
4. メモリー・バンド [2020 Remaster] [3:53]
  - 作曲：沖祐市

43rdシングル。
5. サファイアの星 feat. Chara [2020 Remaster] [4:44]
  - 作曲：沖祐市

29thシングル。
avex trax「ミュゥモ」CMソング。
6. 野望なき野郎どもへ feat. TOSHI-LOW [2020 Remaster] [3:22]
  - 作曲：NARGO

21stアルバム『GLORIOUS』収録曲。
7. ずっと feat. Crystal Kay [2020 Remaster] [4:56]
  - 作曲：沖祐市

15thアルバム『WORLD SKA SYMPHONY』収録曲。
8. Wake Up! feat. ASIAN KUNG-FU GENERATION [2020 Remaster] [4:48]
  - 作詞：谷中敦・後藤正文 / 作曲：加藤隆志 / 編曲：東京スカパラダイスオーケストラ・ASIAN KUNG-FU GENERATION・亀田誠治 / プロデュース：亀田誠治・東京スカパラダイスオーケストラ

36thシングル。
9. 追憶のライラック feat. ハナレグミ [2020 Remaster] [5:01]
  - 作曲：沖祐市 / 弦編曲：沖祐市・CHICA

28thシングル。
10. Diamond In Your Heart feat. 細美武士 [2020 Remix & Remaster] [5:37]
  - 作曲：加藤隆志 / コ・プロデュース：Joe Blaney

18thアルバム『Diamond In Your Heart』収録曲。
11. 美しく燃える森 feat. 奥田民生 [2020 Remaster] [5:02]
  - 作曲：川上つよし

22ndシングル。
キリンビール「キリンチューハイ氷結果汁」CMソング[29]。
12. 風のプロフィール feat. 習志野高校吹奏楽部 [2020 Remaster] [4:15]
  - 作曲：NARGO / ウインドオーケストラアレンジ：郷間幹男

22ndアルバム『ツギハギカラフル』収録曲。
キリンビール「氷結」CMソング[30]。
13. 君と僕 2010 feat. 斉藤和義 [2020 Remaster] [4:21]
  - 作曲：沖祐市

15thアルバム『WORLD SKA SYMPHONY』収録曲。
14. 閃光 feat. 10-FEET [2020 Remaster] [6:45]
  - 作詞：谷中敦・TAKUMA / 作曲：GAMO / 編曲：東京スカパラダイスオーケストラ・10-FEET・亀田誠治 / プロデュース：亀田誠治・東京スカパラダイスオーケストラ

34thシングル。
15. DOWN BEAT STOMP [2020 Remaster] [4:16]
  - 作曲：川上つよし

9thアルバム『Stompin' On DOWN BEAT ALLEY』収録曲。
キリンビール「氷結」CMソング。

### DISC 3
TOKYO SKA KILLER INSTRUMENTALS 1998-2017
- 全編曲・プロデュース：東京スカパラダイスオーケストラ

1. Paradise Has No Border feat. さかなクン [2020 Remaster] [4:02]
  - 作曲：NARGO

20thアルバム『Paradise Has NO BORDER』収録曲。
キリンビール「氷結」CMソング[24]。
2. Break into the Light ～約束の帽子～ [2020 Remaster] [3:25]
  - 作曲：沖祐市

33rdシングル。
東映配給映画『ONE PIECE 3D 麦わらチェイス』主題歌[31]。
3. 火の玉ジャイヴ [2020 Remaster] [3:51]
  - 作曲：冷牟田竜之

17thシングル。
4. 太陽にお願い ～Wish Upon The Sun～ [2020 Remaster] [3:19]
  - 作曲：茂木欣一

12thアルバム『WILD PEACE』収録曲。
5. CALL FROM RIO [2020 Remaster] [3:13]
  - 作曲：川上つよし

9thアルバム『Stompin' On DOWN BEAT ALLEY』収録曲。
キリンビール「氷結」CMソング[32]。
6. そばにいて黙るとき -Silent By Your Side- [2020 Remaster] [5:08]
  - 作詞：谷中敦 / 作曲：沖祐市

14thアルバム『PARADISE BLUE』収録曲。
7. Perfect Future [2020 Remaster] [3:50]
  - 作曲：北原雅彦

13thアルバム『Perfect Future』収録曲。
8. 5 days of TEQUILA [2020 Remaster] [3:47]
  - 作曲：加藤隆志

8thアルバム『FULL-TENSION BEATERS』収録曲。
9. Horizon [2020 Remaster] [4:18]
  - 作曲：川上つよし

19thアルバム『SKA ME FOREVER』収録曲。
10. Natty Parade "Shaken Mix" [2020 Remaster] [4:10]
  - 作曲：北原雅彦

スターバックス限定シングル。
11. STROKE OF FATE [2020 Remaster] [4:35]
  - 作曲：川上つよし

26thシングル。
TBCグループ「MEN'S TBC」CMソング[33]。
12. 暗夜行路 [2020 Remaster] [4:13]
  - 作曲：沖祐市

9thアルバム『Stompin' On DOWN BEAT ALLEY』収録曲。
13. THE Movin' DUB [On The Whole Red Satellites] [2020 Remaster] [5:06]
  - 作曲：GAMO

コンピレーション・アルバム『JUSTA RECORD COMPILATION Vol.1』収録曲。
14. White Light [2020 Remaster] [4:52]
  - 作曲：加藤隆志

12thアルバム『WILD PEACE』収録曲。
15. One Night [2020 Remaster] [5:25]
  - 作曲：大森はじめ

7thアルバム『ARKESTRA』収録曲。
16. 水琴窟 -SUIKINKUTSU- feat. 上原ひろみ [2020 Remaster] [7:00]
  - 作曲：NARGO

1stミニアルバム『Goldfingers』収録曲。
17. TONGUES OF FIRE [2020 Remaster] [3:20]
  - 作曲：川上つよし

11thアルバム『ANSWER』収録曲。

### DISC 4（ファンクラブ限定盤のみ）
B-SIDE SELECTIONS
1. JAZZIE' SPEAKS [2020 Remaster]
15thシングル『愛があるかい?』カップリング曲。
2. 国境の北、オーロラの果て [2020 Remaster]
16thシングル『Dear My Sister』カップリング曲。
3. ECHO OF LIGHT -命の灯火- [2020 Remaster]
18thシングル『戦場に捧げるメロディー』カップリング曲。
4. 動かぬ男 ～The "BIG MAN" still standing～ (KING OF THE NIGHTTIME WORLD DUB) [2020 Remaster]
19thシングル『フィルムメイカーズ・ブリード ～頂上決戦～』カップリング曲。
5. Raise it all [2020 Remaster]
20thシングル『めくれたオレンジ』カップリング曲。
6. 睡蓮の舟 [2020 Remaster]
22ndシングル『美しく燃える森』カップリング曲。
7. BLACK JACK [2020 Remaster]
23rdシングル『銀河と迷路』カップリング曲。
ソニー・コンピュータエンタテインメント社ゲーム『怪盗スライ・クーパー』テーマソング[23]。
8. Rendezvous In Space! (A Dream Rocket DUB) [2020 Remaster]
24thシングル『A Quick Drunkard』カップリング曲。
9. BE ALL SMILES [2020 Remaster]
25thシングル『世界地図』カップリング曲。
10. Zero Fighter [2020 Remaster]
28thシングル『追憶のライラック』カップリング曲。
11. Silver Lining [2020 Remaster]
28thシングル『追憶のライラック』カップリング曲。
12. 道 [2020 Remaster]
30thシングル『星降る夜に』カップリング曲。
13. 月に吠える [2020 Remaster]
34thシングル『閃光 feat. 10-FEET』カップリング曲。
14. Eastern Blues [2020 Remaster]
35thシングル『流れゆく世界の中で feat. MONGOL800』カップリング曲。
15. I Want To Be A Star Which Twinkles Only For You [2020 Remaster]
36thシングル『Wake Up! feat. ASIAN KUNG-FU GENERATION』カップリング曲。
16. 月のウィンク [2020 Remaster]
39thシングル『道なき道、反骨の。』カップリング曲。
17. Moon Bow [2020 Remaster]
41stシングル『白と黒のモントゥーノ feat. 斎藤宏介』カップリング曲。

## 収録内容 (Blu-ray, DVD)

### Blu-ray DISC 1（CD+Blu-ray盤、ファンクラブ限定盤共通）
Music Video
1. 火の玉ジャイヴ
2. めくれたオレンジ feat. 田島貴男
3. カナリヤ鳴く空 feat. チバユウスケ
4. 美しく燃える森 feat. 奥田民生
5. DOWN BEAT STOMP
6. 銀河と迷路
7. STROKE OF FATE
8. TONGUES OF FIRE
9. 追憶のライラック feat. ハナレグミ
10. サファイアの星 feat. Chara
11. 星降る夜に feat. 甲本ヒロト
12. Pride Of Lions feat. 伊藤ふみお
13. 流星とバラード feat. 奥田民生
14. Break into the Light ～約束の帽子～
15. All Good Ska Is One feat. Angelo Moore
16. 縦書きの雨 feat. 中納良恵
17. 黄昏を遊ぶ猫 feat. 中納良恵
18. 太陽と心臓 feat. ハナレグミ
19. Diamond In Your Heart feat. 細美武士
20. 閃光 feat. 10-FEET
21. 流れゆく世界の中で feat. MONGOL800
22. Wake Up! feat. ASIAN KUNG-FU GENERATION
23. 爆音ラヴソング feat. 尾崎世界観
24. めくったオレンジ feat. 尾崎世界観
25. 嘘をつく唇 feat. 片平里菜
26. 道なき道、反骨の。 feat. Ken Yokoyama
27. Paradise Has No Border feat. さかなクン
28. 月のウィンク
29. さよならホテル feat. Ken Yokoyama
30. 白と黒のモントゥーノ feat. 斎藤宏介
31. ちえのわ feat. 峯田和伸
32. Glorious
33. 野望なき野郎どもへ feat. TOSHI-LOW
34. Te Quiero con Bugalú（テ・キエロ・コン・ブガルー） feat. iLe
35. メモリー・バンド
36. 明日以外すべて燃やせ feat. 宮本浩次
37. リボン feat. 桜井和寿
38. 風のプロフィール feat. 習志野高校吹奏楽部
39. Good Morning ～ブルー・デイジー feat. aiko
監督は田辺秀伸が務めた。バンドの公式YouTubeチャンネルでも公開されている[20]。

### Blu-ray DISC 2（CD+Blu-ray盤）, DVD（CD+DVD盤）
TOKYO SKA 30th Anniversary 2019-2020 Special Movie
1. 30th Anniversary Hall Tour 2019-20「TOKYO SKA 30 ～ズレたままハジキ飛ばしていこう～」 at 厚木市文化会館 (2020.01.19)
  1. 30周年メドレー 
「MONSTER ROCK」 - 「ホール イン ワン」 - 「パンドラタイムス 2019」 - 「YOU DON’T KNOW (WHAT SKA IS)」 - 「火の玉ジャイヴ」 - 「めくれたオレンジ」 - 「White Light」
  2. Glorious
  3. ¡Dale Dale! ～ダレ・ダレ!～
  4. 風のプロフィール
2. TOKYO SKA × SPACE SHOWER TV ～ 30th Anniversary Special Movie
  1. TOKYO SKA JAM "8"
GUEST：GEN (04 Limited Sazabys) / MAH (SiM)
  2. SWEET LOVE SHOWER 2019 (2019.09.01)
GUEST：Official髭男dism / Gotch (ASIAN KUNG-FU GENERATION) / TAKUMA (10-FEET) / 宮本浩次
  3. LIVE with YOU -TOKYO SKA JAM "8"- (2019.12.01)
GUEST：コムアイ（水曜日のカンパネラ） / 渋谷龍太 (SUPER BEAVER) / 高橋優 / ヤマサキセイヤ（キュウソネコカミ） / チバユウスケ
  4. TOKYO SKA JAM "8" GUEST TALK DIGEST（CD+Blu-ray盤のみ）

### Blu-ray DISC 2（ファンクラブ限定盤）
TOKYO SKA 30th Anniversary 2019-2020 Special Movie (FC PARADISE Ver.)
1. 30th Anniversary Hall Tour 2019-20「TOKYO SKA 30 ～ズレたままハジキ飛ばしていこう～」 at 厚木市文化会館 (2020.01.19)
CD+Blu-ray盤、CD+DVD盤と同内容。
2. around the PARADISE（スカパラお宝トーク）

## 参加ミュージシャン
- 東京スカパラダイスオーケストラ
  - NARGO：Trumpet
  - 北原雅彦：Trombone
  - GAMO：Tenor sax, Soprano sax (DISC 2: #14), Agitate (DISC 3: #3)
  - 谷中敦：Baritone sax, Vocal (DISC 1: #15)
  - 加藤隆志：Guitar
  - 川上つよし：Bass
  - 沖祐市：Keyboards, Vocal (DISC 2: #4)
  - 大森はじめ：Percussion
  - 茂木欣一：Drums, Vocal (DISC 1: #4, DISC 2: #4, #12)
- 冷牟田竜之：Alto sax & Guitar & Agitate-man  (DISC 1: #3, #4, #10, DISC 2: #2, #3, #5, #9, #11, #15, DISC 3: #3 - #5, #7, #8, #10 - #15, #17)
- 青木達之：Drums (DISC 3: #3, #13, #15)

### DISC 1
- aiko：Vocal (#1)
- 桜井和寿：Vocal (#2)
- 田島貴男：Vocal (#3)
- Ken Yokoyama：Vocal & Guitar (#5)
- 奥田民生：Vocal (#6)
- MONGOL800 (#7)
  - 上江洌清作：Vocal
  - 儀間崇：Guitar & Chorus
  - 髙里悟：Drums & Chorus
- 斎藤宏介 (UNISON SQUARE GARDEN)：Vocal & Guitar (#8)
- 片平里菜：Vocal (#9)
- 伊藤ふみお：Vocal (#10)
- 中納良恵 (EGO-WRAPPIN')：Vocal (#11)
- 尾崎世界観（クリープハイプ）：Vocal (#12)
- 峯田和伸：Vocal (#13)
- Angelo Moore：Vocal (#14)

### DISC 2
- 宮本浩次：Vocal (#1)
- 甲本ヒロト：Vocal (#2)
- チバユウスケ：Vocal (#3)
- Chara：Vocal (#5)
- TOSHI-LOW (BRAHMAN / OAU)：Vocal (#6)
- Crystal Kay：Vocal (#7)
- ASIAN KUNG-FU GENERATION (#8)
  - 後藤正文：Vocal & Guitar
  - 喜多建介：Guitar
  - 山田貴洋：Bass
  - 伊地知潔：Drums
- ハナレグミ：Vocal (#9)
- 細美武士 (the HIATUS / MONOEYES / ELLEGARDEN)：Vocal (#10)
- 奥田民生：Vocal (#11)
- 習志野高校吹奏楽部：Guest Musicians (#12)
- 斉藤和義：Vocal (#13)
- 10-FEET (#14)
  - TAKUMA：Vocal & Guitar
  - NAOKI：Bass & Chorus
  - KOUICHI：Drums

### DISC 3
- さかなクン：Bass sax (#1)
- 八橋義幸：Guitar (#13)
- 會田茂一：Guitar (#15)
- 上原ひろみ：Piano (#16)